# Phoma navium
Phoma navium är en lavart som beskrevs av Woron. 1925. Phoma navium ingår i släktet Phoma, ordningen Pleosporales, klassen Dothideomycetes, divisionen sporsäcksvampar och riket svampar.   Inga underarter finns listade i Catalogue of Life.